# وایر (مجله)
وایر (انگلیسی: The Wire) مجلهٔ موسیقی آوانگارد مستقل بریتانیایی مستقر در هکنی، لندن است که سال ۱۹۸۲ در زمینهٔ جاز با تأکید بر جاز آوانگارد و جاز آزاد شروع به فعالیت کرد و در طول دوران فعالیت، سبک‌هایی همچون الکترونیکا، موسیقی مدرن، بداهه‌نوازی آزاد، راک تجربی، هیپ‌هاپ، نو جاز و موسیقی فولکلور را نیز مورد پوشش قرار داده‌است.
نام مجله برگرفته از قطعهٔ وایر اثر موسیقیدان جاز آمریکایی، استیو لیسی است.